# Copa de Oro de Futsal AFA
La Copa de Oro de Primera División es una competición argentina de fútbol sala que es disputada por los ocho primeros equipos clasificados al terminar la primera rueda de la Primera División.
El campeón clasifica a la Supercopa de Futsal AFA de la siguiente.

## Forma de disputa
La Copa se juega con el formato de eliminación directa a partido en el mismo estadio. Se enfrentan los 8 mejores clasificados de la primera fase del Campeonato de Primera División por ordenamiento.

## Historial
| 2019 | Ferro Carril Oeste                     | 17 de Agosto                           | Boca Juniors                           |                                        |                                        |                                        |
| 2020 | No se disputó por Pandemia de COVID-19 | No se disputó por Pandemia de COVID-19 | No se disputó por Pandemia de COVID-19 | No se disputó por Pandemia de COVID-19 | No se disputó por Pandemia de COVID-19 | No se disputó por Pandemia de COVID-19 |
| 2021 | General Rodríguez                      | Barracas Central                       | Racing Club                            |                                        |                                        |                                        |
| 2022 | Mar del Plata                          | Boca Juniors                           | San Lorenzo                            |                                        |                                        |                                        |
| 2023 | Rosario                                | 17 de Agosto                           | SECLA                                  |                                        |                                        |                                        |
| 2024 | Rosario                                | Barracas Central                       | Pinocho                                |                                        |                                        |                                        |
| 2025 | Posadas                                | Independiente                          | Boca Juniors                           |                                        |                                        |                                        |

### Títulos por club
| Equipo           | Títulos | Subtítulos | Años campeón | Años subcampeón |
| ---------------- | ------- | ---------- | ------------ | --------------- |
| 17 de Agosto     | 2       | 0          | 2019, 2023   | -               |
| Barracas Central | 2       | 0          | 2021, 2024   | -               |
| Boca Juniors     | 1       | 2          | 2022         | 2019, 2025      |
| Independiente    | 1       | 0          | 2025         |                 |
| Racing Club      | 0       | 1          | -            | 2021            |
| San Lorenzo      | 0       | 1          | -            | 2022            |
| SECLA            | 0       | 1          | -            | 2023            |
| Pinocho          | 0       | 1          | -            | 2024            |